# Гастонія (Північна Кароліна)
Гастонія (англ. Gastonia) — місто (англ. city) в США, адміністративний центр округу Гестон штату Північна Кароліна. Населення — 80 411 особа (2020). Розташоване в агломерації Шарлотт-Гастонія-Конкорд.

## Географія
Гастонія розташована за координатами 35°14′57″ пн. ш. 81°10′59″ зх. д. / 35.24917° пн. ш. 81.18306° зх. д. (35.249223, -81.182938). За даними Бюро перепису населення США в 2010 році місто мало площу 131,39 км², з яких 130,81 км² — суходіл та 0,59 км² — водойми.

## Демографія
Згідно з переписом 2010 року, у місті мешкала 71 741 особа в 27 770 домогосподарствах у складі 18 599 родин. Густота населення становила 546 осіб/км². Було 31238 помешкань (238/км²).
Расовий склад населення:
| - 63,0 % — білих - 27,8 % — чорних або афроамериканців - 1,3 % — азіатів - 0,4 % — корінних американців - 5,2 % — осіб інших рас |

До двох чи більше рас належало 2,2 %. Частка іспаномовних становила 9,6 % від усіх жителів.
За віковим діапазоном населення розподілялося таким чином: 24,7 % — особи молодші 18 років, 61,7 % — особи у віці 18—64 років, 13,6 % — особи у віці 65 років та старші. Медіана віку мешканця становила 38,0 року. На 100 осіб жіночої статі у місті припадало 89,6 чоловіків; на 100 жінок у віці від 18 років та старших — 85,6 чоловіків також старших 18 років.
Середній дохід на одне домашнє господарство становив 55 817 доларів США (медіана — 40 432), а середній дохід на одну сім'ю — 65 307 доларів (медіана — 48 306). Медіана доходів становила 41 194 долари для чоловіків та 32 362 долари для жінок. За межею бідності перебувало 20,8 % осіб, у тому числі 32,2 % дітей у віці до 18 років та 7,4 % осіб у віці 65 років та старших.
Цивільне працевлаштоване населення становило 31 114 осіб. Основні галузі зайнятості: освіта, охорона здоров'я та соціальна допомога — 20,7 %, виробництво — 16,8 %, роздрібна торгівля — 12,4 %, мистецтво, розваги та відпочинок — 11,8 %.

## Відомі особистості
У поселенні народився:
- Клайд Колдвелл (* 1948) — американський художник-ілюстратор.